# Schocktherapie (Wirtschaftspolitik)
Dieser Artikel wurde aufgrund inhaltlicher und/oder formaler Mängel auf der Qualitätssicherungsseite des Portals Wirtschaft eingetragen. 
Du kannst helfen, indem du die dort genannten Mängel beseitigst oder dich an der Diskussion beteiligst.
Als Schocktherapie wird eine Wirtschaftspolitik in denjenigen Staaten bezeichnet, die nach dem Zusammenbruch des Realsozialismus von Zentralverwaltungswirtschaften in kürzester Zeit zu Marktwirtschaften umgebaut wurden, den Transformationsökonomien. Insbesondere wird der Begriff zum Umbau der polnischen Wirtschaft seit der Wende verwendet. Nicht zu verwechseln ist die Schocktherapie mit der Schock-Strategie, einer von Naomi Klein geprägten These, der zufolge Schocks ausgenutzt werden, um wirtschaftspolitische Reformen gegen den Willen der Mehrheit der Bevölkerung durchzusetzen.
Der Begriff wurde etwa nach dem Zerfall der Sowjetunion im Umfeld von Minister Anatoli Tschubais und seiner westlichen Berater wie z. B. Jeffrey Sachs verwendet. Volkseigentum und Zentralverwaltungswirtschaft sollten so schnell wie möglich abgewickelt werden, etwa indem man Coupons an die Bevölkerung verteilte, wodurch Anteile an Betrieben erworben werden konnten.
Auch in anderen Zusammenhängen wird der Begriff verwendet. So sahen manche Ökonomen in der Finanzkrise von 2007 die politische Chance, dass der Schock durch die Krise zu einem wirtschaftspolitischen Umdenken und einem gezielten Eingreifen der Staaten in Struktur und Entwicklung der Weltwirtschaft führen könnte.

## Chile zur Zeit der Militärdiktatur
Milton Friedman besuchte im März 1975 Chile, nachdem ihn Arnold Harberger auf Einladung der Banco Hipotecario de Chile gebeten hatte. Er empfahl eine „Schockbehandlung“, um die grundlegenden Probleme des Landes, die Inflation und die ökonomische Zerrüttung, zu lösen.  Bei einer Politik der kleinen Schritte bestünde dagegen die Gefahr, dass der Patient stirbt, bevor die Behandlung wirkt. Die wirtschaftspolitisch einflussreichen Chicago Boys übernahmen die Idee der Schocktherapie und wandten sie auf Chile an. Bei ihren Reformen hatten sie durch den Rückhalt bei der Militärjunta große Handlungsspielräume.

## Einzelbelege
1. ↑  Wolfgang Franzen, Hans-Peter Haarland, Hans-Joachim Niessen (Hrsg.): Osteuropa zwischen Euphorie, Enttäuschung und Realität: Daten zur Systemtransformation 1990-2003 für eine nachhaltige Entwicklung, 2005, ISBN 3593377004, S. 19 ff. (Kapitel "Schocktherapie in Polen", Online)
2. ↑  Andreas Pickel: Schocktherapie als rationale Reformstrategie? Eine Kritik der theoretischen Grundlagen radikaler Marktkonzepte und ein Plädoyer für Reformgradualismus. In: Hans Albert, Kurt Salamun (Hrsg.): Mensch und Gesellschaft aus der Sicht des Kritischen Rationalismus. Amsterdam Atlanta, GA 1993.
3. ↑  Peter Kalmbach, Michael Schumann: Finanzkrise als Schocktherapie. (PDF; 104 kB) WSI Mitteilungen 11+12/2008.
4. ↑  Genaro Arriagada Herrera: Pinochet: the politics of power. Thematic studies in Latin America. Routledge, London 1988, ISBN 0-04-497062-5, S. 80.
5. ↑  Milton Friedman, Rose D. Friedman: Two Lucky People: Memoirs, University of Chicago Press, 1999, ISBN 0226264157, S. 398 f.